# Balocas

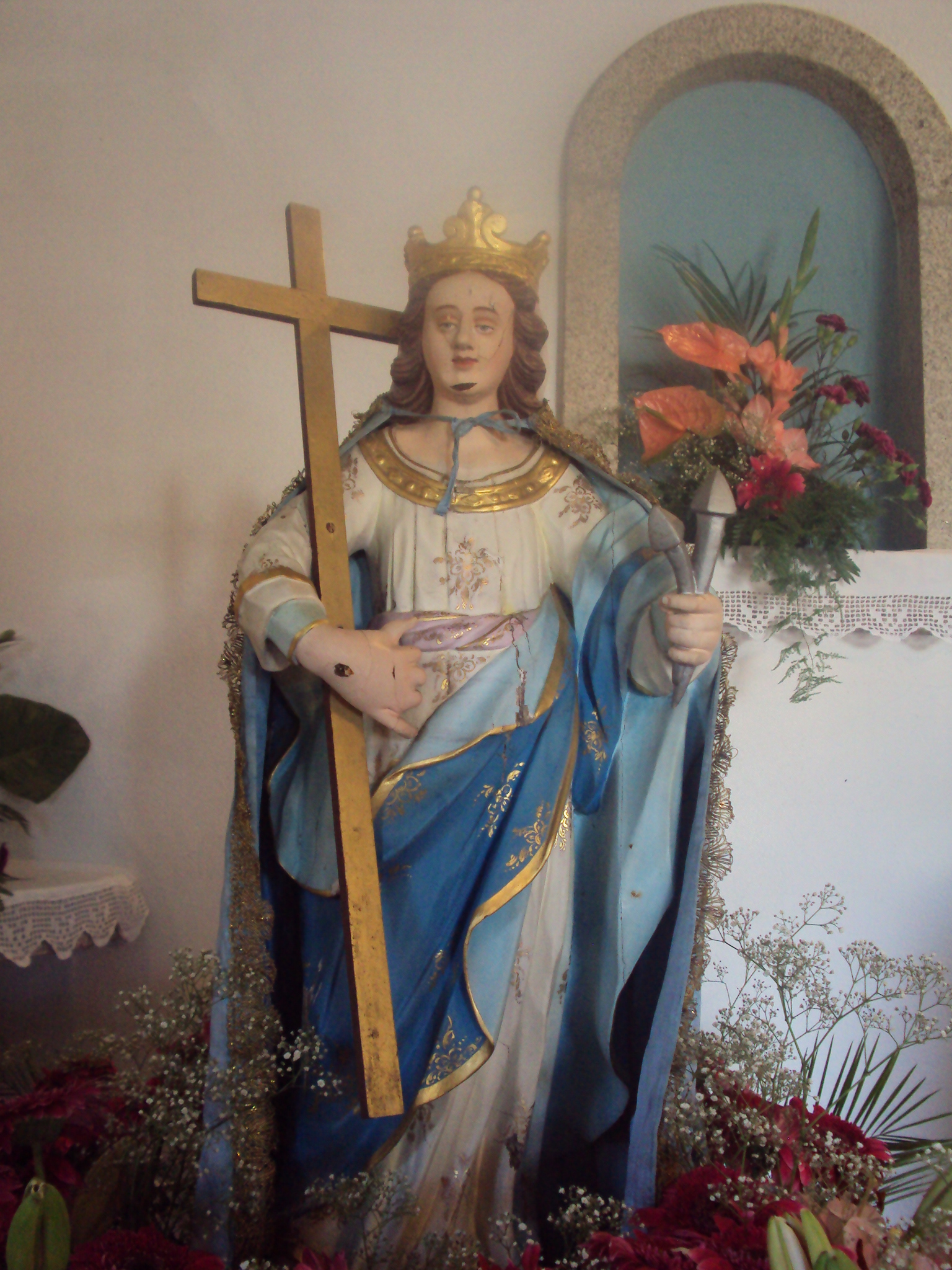
Imagem de Rainha Santa Helena presente na capela do mesmo nome na aldeia de Balocas.

Balocas é uma aldeia da união de freguesias de Covas e Vila Nova de Oliveirinha, em Tábua, no distrito de Coimbra, localizando-se no extremo oriental desta freguesia. Dispõe na actualidade de cerca de 60 habitantes, contudo, muitos mais são aqueles que, por uma ou outra razão se encontram ligados à povoação, pese embora o facto de viverem em diferentes zonas do país.
É uma aldeia típica da zona do centro de Portugal com registos  do século XVIII, existindo também datas visíveis no cimo das casas que remontam para essa época. Notáveis são os seus dois cruzeiros em granito. O mais antigo localiza-se no outeiro de Santa Cruz e data de finais do século XIX, enquanto o segundo e mais recente data de 1922 situando-se no centro da povoação.
Nos arquivos da Universidade de Coimbra encontra-se uma carta escrita em pleno séc. XVIII pelo pároco de Covas ao Bispo de Coimbra na qual o lugar de Baloquas é referido. Mas Balocas já existia no ano de 1514. Assim o refere o foral manuelino dessa data no qual se verifica a referência às povoações de Covas e Balloccas, sendo que o mesmo foral remete para forais mais antigos do tempo do rei D. Dinis, pelo que é de suspeitar a existência da povoação em período anterior ao século XVI.
Em termos de actualidade a povoação dispõe de todas as infraestruturas básicas, tais como electricidade, água canalizada e telecomunicações. Recentemente concretizou-se um dos mais antigos sonhos da população - a construção do saneamento básico, obra muita ansiada por todos os que ali vivem. Durante mais de 50 anos possuiu uma escola básica que foi frequentada pelos jovens em idade escolar de Balocas e várias povoações vizinhas, tendo encerrado há cerca de 18 anos. O edifício ainda existe tendo sido utilizado como equipamento de apoio a uma escola de música. Presentemente o edifício não está a ser utilizado, apresentando um lamentável estado de degradação e abandono. A povoação situa-se a 300 metros da Estrada Nacional 17 e a poucos quilómetros do IP3.
O nome Balocas deriva do latim baloquas e do galego balocas, palavra que foi evoluindo ao longo do tempo até aos nossos dias, significando "pequenas batatas" ou "castanhas da terra". O facto do nome da povoação no século XVIII ser Baloquas, numa época em que o latim já não era usado, pode levar-nos a crer que seria esse o nome original existente na época do rei D. Dinis.
As festas de Balocas, em honra de Santa Helena realizam-se sempre no segundo fim de semana de Agosto, festas estas organizadas pela ARMB (Associação Recreativa e de Melhoramentos de Balocas).